# كلية الطب (جامعة الملك عبد العزيز)
كلية الطب بجامعة الملك عبد العزيز مؤسسة سعودية للتعليم العالي أنشئت عام (1395هـ - 1975م) لتضم عددا من الأقسام والشعب العلمية بلغت في مجملها 22 قسماً وشعبة وبعد أن تم انتقال الكلية إلى المركز الطبي الجديد في بداية عام 1415هـ إتسعت رقعة الكلية وأصبحت تظم أكثر من (12) مبنى بقسم الطلاب وعدداً مماثلاُ لها بقسم الطالبات بالإضافة إلى كلية طب الأسنان وكلية الصيدلة وكلية العلوم الطبية والمستشفى الجامعي الجديد ومركز الملك فهد للبحوث الطبية. يشغل عمر بن إبراهيم سعادة في الوقت الحالي منصب عميد كلية الطب بجامعة الملك عبد العزيز.

## رسالة الكلية
أن تقدم المعرفة في الظواهر الحياتية للإنسان في حالتي الصحة والمرض، من أجل خدمة المجتمع عن طريق التعليم والتدريب للعاملين الصحيين في فنون الوقاية ومعالجة المرض.

## أهداف الكلية
- تعليم وتدريب الطلاب والأطباء والممرضات وباقي العاملين الصحيين في مجال الطب والعلوم الطبية.
- الارتقاء بالسلوك الصحي الوقائي في المجتمع.
- تقديم خدمات صحية عالية النوعية في المستويات المتدرجة من المستوى الأول حتى الثالث.
- تأسيس مستوى ممتاز في البحث العلمي والحفاظ عليه في مجال الصحة والمرض.

## أقسام الكلية
- الأحياء الطبية
- الفيزياء الطبية
- الكيمياء الطبية
- التشريح
- وظائف الأعضاء
- الكائنات الدقيقة الطبية
- الطفيليات الطبية
- علم الأمراض
- الكيمياء الحيوية السريرية
- علم الأدوية
- الأمراض الباطنية
- الجراحة
- أمراض النساء والولادة
- طب الأطفال
- طب الأسرة والمجتمع
- الأنف والأذن والحنجرة
- طب وجراحة العيون
- أمراض الدم
- جراحة المسالك البولية
- جراحة العظام
- التخدير
- الأشعة التشخيصية
- الوراثيات والإحصاء الطبي الحيوي[3][4]

## المكتبة
انشئت مكتبة كلية الطب والعلوم الطبية مع بداية إنشاء الكلية عام 1395هـ بهدف تقديم خدمات المكتبة والمعلومات الضرورية للطلاب وأعضاء هيئة التدريس وأعضاء الهيئة الطبية في المستشفى الجامعي والمستشفيات الأخرى.
وتتكون المكتبة حاليا من ثلاث طوابق خصص الدور الأرضى منها للكتب الدراسية والكتب المحجوزة والإصدارات الجديدة والكتب المخصصة للاستعارة بالإضافة إلى الدروريات الصادرة من المملكة العربية السعودية، كما تم إنشاء المكتبة الإلكترونية ضمن منضو مة الشبكة المعلوماتية الخاصة بالمركز الطبي وتشغل الطابق الثاني من المكتبة وتضم المكتبة بين جنباتها مجموعة كبيرة من الكتب العربية والأجنبية والدوريات والمجلات العلمية الطبية من كافة التخصصات التي تدرس في الكلية وتتبع المكتبة نظاما مرنا يتيح الاستخدام الأمثل للمراجع والدوريات والمجلات العلمية حيث تصدر بطاقة استعارة تسمح للمستخدم استعارة أي كتاب يرغب فيه.

## الاعتمادات الأكاديمية
حصلت كلية الطب بجامعة الملك عبد العزيز على شهادة الآيزو الدولية للجودة (ISO 9001-2000) وذلك يوم الأحد الموافق 14/4/1429هـ.

## روابط خارجية
- موقع الكلية على شبكة الإنترنت